# آیانین
آیانین (به انگلیسی: Ayanin) با فرمول شیمیایی C۱۸H۱۶O۷ یک ترکیب شیمیایی با شناسه پاب‌کم ۵۲۸۰۶۸۲ است. که جرم مولی آن ۳۴۴٫۳۱ g/mol می‌باشد. 